# Naturpark Beverin
Der Naturpark Beverin (romanisch, Idiom Sutsilvan: Parc natiral Bavregn) ist ein regionaler Naturpark im Kanton Graubünden in der Schweiz, der sich um den namensgebenden Piz Beverin (2998 m ü. M) erstreckt. Seit 2013 ist der Naturpark Beverin ein regionaler Naturpark von nationaler Bedeutung gemäss Richtlinien des Bundesamtes für Umwelt (BAFU) und fördert zusammen mit der Bevölkerung und dem Kanton die nachhaltige Entwicklung in ökologischen, wirtschaftlichen und sozialen Bereichen.
Der Naturpark Beverin ist Teil des Netzwerks Schweizer Pärke und Mitglied im Verein Bündner Pärke. Er pflegt eine intensive Forschungs- und Entwicklungszusammenarbeit mit dem Institut für Umwelt und Natürliche Ressourcen (IUNR) der Zürcher Hochschule für Angewandte Wissenschaften (ZHAW) und mit weiteren Institutionen.

## Lage und Kennzahlen
Der Naturpark Beverin liegt in den östlichen Zentralalpen und umfasst mit einer Fläche von 515 Quadratkilometern die neun Naturpark-Gemeinden (Andeer, Ferrera, Muntogna da Schons, Rheinwald, Rongellen, Safiental, Sufers, Tschappina und Zillis-Reischen) mit insgesamt rund 3600 Einwohnern. Drei Schluchten durchziehen das Gebiet des Naturparks: Die Viamala-Schlucht und Roflaschlucht des Hinterrheins sowie die Rheinschlucht/Ruinaulta des Vorderrheins.
Mit den Passübergängen Splügen und San Bernardino führen zwei Verkehrsverbindungen des Alpenraums zwischen Nord und Süd durch den Naturpark Beverin. Diese Alpentransversalen wurden schon zur Römerzeit begangen. 1823 wurde die Bernardino-Route als erste befestigte Passstrasse von Chur über die Alpen ins Tessin respektive nach Italien eröffnet. Bis heute ist die Strecke – unterdessen ausgebaut zur Autostrasse A13 – eine wichtige Transitroute zwischen Nord und Süd.

## Geschichte
Die Idee für den Regionalen Naturpark am Schamserberg entstand 2001, doch bereits ein Jahr später stellte sich heraus, dass der Perimeter noch zu klein und die Finanzierung nicht gesichert war. Im Jahr 2003 wurde daher zunächst das Projekt Center da Capricorns für nachhaltige Regionalentwicklung am Schamserberg ins Leben gerufen.
Im Jahr 2005 wurde die Fundaziùn Capricorn gegründet mit dem Ziel, das Projekt des Regionalen Naturparks weiter voranzutreiben. Ein Jahr später, 2006, wurde eine Parkkerngruppe gebildet, die sich intensiv mit der weiteren Planung befasste. Die Änderung des Natur- und Heimatschutzgesetzes (NHG) im Jahr 2007 ermöglichte die Schaffung neuer Pärke. In diesem Zuge wurde im Center da Capricorns in Wergenstein eine externe Fachstelle für Tourismus und nachhaltige Entwicklung der Zürcher Hochschule für Angewandte Wissenschaften (ZHAW) eröffnet und die Ausarbeitung des Projekts Naturpark Beverin vorangetrieben.
2009 wurde der Managementplan für den Regionalen Naturpark beim Bundesamt für Umwelt (BAFU) eingereicht, und das Projekt erhielt den Kandidaturstatus. Gleichzeitig wurde der Verein Naturpark Beverin gegründet, um die weitere Entwicklung des Parks zu koordinieren. Zwei Jahre später, 2011, zeigten die Abstimmungen an den Gemeindeversammlungen ein ausgesprochen positives Ergebnis, da sämtliche Gemeinden das Naturpark-Projekt unterstützten.
Im Jahr 2012 wurde die Naturpark-Beverin-Charta beim BAFU eingereicht. 2013 erhielt der Park das Parklabel von nationaler Bedeutung, womit die erste Betriebsphase begann. Die koordinierte Weiterentwicklung der Pärke in Graubünden wurde 2015 durch die Gründung des Vereins Bündner Pärke gestärkt. Dieser Verein zielt darauf ab, den gemeinsamen Auftritt der Pärke zu fördern und gemeinsame Projekte umzusetzen.
2016 wurde der Perimeter des Naturparks durch die Fusion der Gemeinde Safiental bis in die Rheinschlucht erweitert. Im Jahr 2020 folgte eine weitere Perimeter-Erweiterung durch die Eingliederung der Gemeinde Rheinwald, die zuvor Teil des Nationalpark-Projekts Parc Adula war.
Im Jahr 2021 wurde über die zweite Betriebsphase des Parks für den Zeitraum von 2023 bis 2032 abgestimmt. Schliesslich begann 2023 die zweite Betriebsphase des Naturparks Beverin.

## Natur und Landschaft
Das Gebiet des Naturparks Beverin bietet vielfältige Landschaftstypen wie alpine Kalkgebirgslandschaften mit Bergseen und Mooren, trockene wie auch niederschlagsreiche Berg-, Auen- und Flusslandschaften. Die Kulturlandschaften sind von Jahrhunderte alter Bewirtschaftung geprägt, mit artenreichen Trockenwiesen und -weiden und Waldweiden. Charakteristische Kulturlandschaften, wie die Streusiedlungen der Walser und romanische Dorfkerne, spiegeln die Geschichte der unterschiedlichen Besiedlung des Gebietes wider.
Höhenstufen zwischen 600 und 3200 m ü. M. prägen das Parkgebiet. Die daraus resultierenden unterschiedlichen Landschaftstypen bieten Lebensraum für viele Tier- und Pflanzenarten.
Im Zentrum des Naturpark Beverin liegt das 31,52 km² grosse Jagdbanngebiet Beverin. Es wurde 1886 ausgeschieden und ist somit das zweitälteste Schutzgebiet im Kanton Graubünden. 1954 wurden die davor ausgerotteten Steinböcke in diesem Gebiet wiederangesiedelt. Zurzeit leben in der Steinbockkolonie Safien-Rheinwald rund 400 Tiere, und der Steinbock (im romanischen Idiom Sutsilvan: Capricorn) dient als Wiedererkennungsmerkmal des Naturpark Beverin.
Der Erhalt bedrohter Arten wie der Feldlerche und seltenen Fledermausarten wie dem Alpenlangohr ist von zentraler Bedeutung. Auch das Vorkommen von Flussuferläufern und Flussregenpfeifern in der Rheinschlucht sowie seltene Pflanzenarten wie das Geschwollene Skorpionsmoos oder etwa die Kastanienbraune Binse wurde dokumentiert. Durch gezielte Massnahmen wie die Offenhaltung von Trockenwiesen und -weiden und die Förderung von Lebensräumen für Heuschrecken und Tagfalter wird die Vielfalt der Flora und Fauna im Naturpark Beverin gefördert.
Auf dem Hochplateau oberhalb der Gemeinde Muntogna da Schons sind die sonst landesweit rückläufigen Bestände von Feldlerchen so hoch wie in kaum einer anderen Gegend in der Schweiz. Diese in der Wiese brütende Vogelart profitiert vom intakten Lebensraum-Mosaik, bestehend aus Fettwiesen und Magerwiesen, ungemähten Grenzstreifen sowie dem geringen Anteil an Hochstrukturen in der Landschaft.
Der Naturpark Beverin beheimatet Bestände von Rotwild, Gämsen, Rehen, Steinadlern und Murmeltieren. Zusätzlich kommen auch eher seltenere Tiere wie Bartgeier, Gänsegeier (saisonal), Wölfe, Luchse, Schnee- und Feldhasen, Kreuzotter, Ringelnatter, Schnee-, Auer- und Birkhühner, Braunkehlchen, Wendehals, Neuntöter und der Wachtelkönig vor.

## Kultur
Die Struktur des Parkgebiets ist geprägt von zwei kulturhistorisch und sprachlich unterschiedlichen Gebieten: Jenen der Romanen und der Walser. In der Val Schons ist die romanische Sprache vorherrschend, insbesondere das Idiom Sutsilvan, das kleinste der fünf romanischen Idiome. Die Romanen leben in geschlossenen Dörfern. Die Kirche St. Martin in Zillis ist besonders für ihre kunstvolle romanische Bilderdecke aus dem frühen 12. Jahrhundert bekannt und gilt als ein bedeutendes Beispiel romanischer Architektur. Im Rheinwald, in Tschappina und im Safiental hingegen ist der Walser Dialekt verbreitet. Die Walser Gemeinden zeichnen sich durch charakteristische Streusiedlungen aus. Der Verein Safier Ställe kümmert sich um den Erhalt dieser Kulturgüter, indem er neue Schindeldächer an den traditionellen Ställen anbringt. Die Kirche in Tenna, mit ihren Wandmalereien von nationaler Bedeutung, ist ein weiteres Beispiel für das kulturelle Erbe der Walser.
Der Bergbau in der Val Schons und im Val Ferrera hat eine lange Tradition. In der Vergangenheit wurden hier an 24 Standorten verschiedene Erze abgebaut, was die Region zu einem der wichtigsten Bergbaugebiete des Kantons Graubünden machte. Auch heute spielt der Bergbau mit dem Andeerer Granit eine wichtige wirtschaftliche Rolle in der Region.

## Bildung für nachhaltige Entwicklung
Der Naturpark Beverin fördert Bildung für nachhaltige Entwicklung für die einheimische Bevölkerung und Gäste durch pädagogische Aktivitäten und Angebote. Der Naturpark arbeitet dafür eng mit lokalen Experten, Schulen und Bildungseinrichtungen zusammen. Zudem können Freiwillige bei Arbeitseinsätzen aktiv zum Erhalt der Natur und Kultur der Region beitragen.

## Erneuerbare Energien
Ein Anliegen des Naturpark Beverin ist es, den eigenen Energiebedarf möglichst aus lokalen, erneuerbaren Ressourcen zu decken. Er setzt sich somit für eine nachhaltige und umweltfreundliche Energieregion ein. Das Gebiet bietet viele natürlichen Ressourcen, insbesondere Wasser aus Flüssen und Bächen, die zur Wasserkraftgewinnung genutzt werden. Ein innovatives Beispiel erneuerbarer Energien der Region ist der Solarskilift in Tenna. Er ist weltweit der erste sonnenbetriebene Skilift.

## Touristische Angebote
Der Naturpark Beverin fördert einen nachhaltigen und naturnahen Tourismus und arbeitet mit den lokalen Tourismusorganisationen Safiental Tourismus und Viamala Tourismus zusammen. Im Winter sind Aktivitäten wie Skitouren, Winterwanderungen, Langlauf, Schlitteln und Schneeschuhwanderungen möglich. Skifahren und Snowboarden können in den Skigebieten Splügen-Tambo, Tschappina und am Solarskilift in Tenna ausgeübt werden.
Im Sommer und Herbst eignet sich der Naturpark Beverin zum Wandern. Die Region umfasst schwach besiedelte Gebiete und ein weitläufiges Wanderwegnetz. Es gibt die über mehrere Tagesetappen führenden Weitwanderwege Via Spluga, Via Capricorn oder den Walserweg Safiental sowie Themenwege für Familien wie die Capricorn Pirsch in Wergenstein oder den Rätselweg Alix in Valendas. Sehenswürdigkeiten sind die Viamala-Schlucht, die Roflaschlucht und die Ruinaulta (Rheinschlucht). Das Boulder-Gebiet Magic Wood in Ferrera ist bei Kletterern bekannt.
Ganzjährig geöffnet sind das Mineralbad in Andeer, die Kirche St. Martin in Zillis sowie diverse Museen und Ausstellungen, wie beispielsweise die CasaStorica in Andeer, der faszinaturRaum sowie die Ausstellung zur Geschichte und Dorfentwicklung in Valendas, die Steinbockausstellung in Wergenstein, das Bergbaumuseum in Innerferrera oder die Ausstellung mia natira in Mathon.